# 8e congresdistrict van Arizona
Het 8e congresdistrict van Arizona, vaak afgekort als AZ-8, is een kiesdistrict voor het Amerikaanse Huis van Afgevaardigden. Het omvat tegenwoordig de westelijke en noordelijke voorsteden van Phoenix, zoals Peoria, Sun City, Sun City West en Surprise, allen in Maricopa County gelegen.

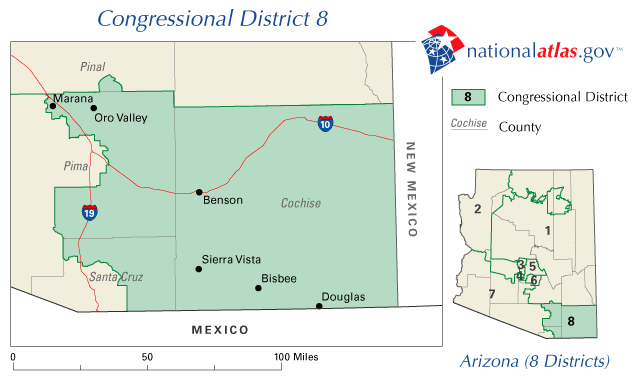
Het 8e congresdistrict van Arizona van 2003 tot 2013.

Het 8e district omvatte voor 2013 het uiterste zuidoosten van de staat. Cochise County viel helemaal in het district en Pima, Pinal en Santa Cruz gedeeltelijk. Het was een swing district. Tot aan de verkiezing van Democrate Gabrielle Giffords in 2006 was het district in handen van Republikeinen. Het gebied is historisch gezien licht Republikeins. In 2004 won toenmalig president George W. Bush het district met 53% van de stemmen. John McCain, die in Arizona woont, won in 2008 van Barack Obama met 52% van de stemmen. 
Giffords werd op 8 januari 2011 het slachtoffer van een schietpartij en moordpoging, waarbij ze zwaargewond raakte. Op 22 januari 2012 kondigde Giffords in een videoboodschap aan om terug te treden uit het Congres om beter te kunnen werken aan haar revalidatie, maar met de belofte in de toekomst terug te keren naar de politiek. In juni 2012 werd er een bijzondere verkiezing gehouden om te bepalen wie Giffords in 2013 zou opvolgen. De Democratische kandidaat Ron Barber, een voormalige assistent van Giffords, won de verkiezing op 12 juni met 52,4% van de stemmen.
Na de hertekening van het district door de Arizona Independent Redistricting Commission, volgend op de volkstelling van 2010, werd Republikein Trent Franks verkozen. Hij zetelt sinds 3 januari 2013 in het Huis namens het 8e district. Van 2003 tot 2013 vertegenwoordigde hij het 2e district.